# George Leo Thomas
George Leo Thomas (Anaconda, Montana, 19 de mayo de 1950) es un obispo católico estadounidense que se desempeña como el III obispo de la Arquidiócesis de Las Vegas a partir del año 2018. Anteriormente fue obispo auxiliar de Seattle de 1999 a 2004 y de 2004 a 2018 fue obispo de Helena.

## Sacerdocio
Fue ordenado sacerdote el 22 de mayo de 1976, por Mons. Raymond Hunthausen, para la Arquidiócesis de Seattle.

## Episcopado

### Obispo auxiliar de Seattle
El 18 de noviembre de 1999, el Papa Juan Pablo II lo nombró Obispo auxiliar de la Arquidiócesis de Seattle y Obispo titular de Vagrauta.
Fue ordenado obispo el 28 de enero de 2000, por el arzobispo Alexander Brunett, como consagrante principal; con los obispos William S. Skystad y Carlos Sevilla, como co-consagrantes.

### Obispo de Helena
El 23 de marzo de 2004, el Papa Juan Pablo II lo nombró IX Obispo de la Diócesis de Helena.

### Obispo de Las Vegas
El 28 de febrero de 2018, el Papa Francisco lo nombró Obispo de la Diócesis de Las Vegas.

### Arzobispo de Las Vegas
El 30 de mayo de 2023, se convirtió en el arzobispo de Las Vegas luego de que el Papa Francisco la haya elevado al rango de sede metropolitana.